# Heliaeschna fuliginosa
Heliaeschna fuliginosa là một loài chuồn chuồn ngô thuộc họ Aeshnidae. Loài này có ở Angola, Cameroon, Cộng hòa Trung Phi, Cộng hòa Dân chủ Congo, Bờ Biển Ngà, Guinea Xích Đạo, Gabon, Gambia, Ghana, Guinea, Liberia, Nigeria, Sierra Leone, và Uganda. Môi trường sống tự nhiên của chúng là các khu rừng ẩm ướt đất thấp nhiệt đới hoặc cận nhiệt đới. Nó bị đe dọa do mất môi trường sống.